# Acoetes jogasimae
Acoetes jogasimae är en ringmaskart som först beskrevs av Izuka 1912.  Acoetes jogasimae ingår i släktet Acoetes och familjen Acoetidae. Inga underarter finns listade i Catalogue of Life.